# Gianfranco Miranda
Gianfranco Miranda (Nocera Inferiore, 29 gennaio 1976) è un doppiatore e direttore del doppiaggio italiano.

## Biografia
Ha doppiato diversi attori internazionali, tra cui Ryan Gosling, Adam Driver, Matthew Goode, Armie Hammer e Henry Cavill nei panni di Clark Kent / Superman nel DC Extended Universe e di Geralt di Rivia in The Witcher. Inoltre doppiò Paperon de' Paperoni nel ridoppiaggio dei primi 5 episodi della serie animata DuckTales - Avventure di paperi. Nel 2008 ha vinto il Premio Voce emergente dell’anno al Gran Galà del Doppiaggio Romics DD. Nel 2021 viene scelto per doppiare Seong Gi-hun, interpretato da Lee Jung-jae nell’edizione italiana della serie televisiva Squid Game. Ha prestato la voce a Freddie Mercury nel documentario del 2012 The Great Pretender.

## Doppiaggio

### Cinema
- Adam Driver in Tracks - Attraverso il deserto, Hungry Hearts, This Is Where I Leave You, Giovani si diventa, Paterson, Midnight Special - Fuga nella notte, Silence, BlacKkKlansman, Storia di un matrimonio, House of Gucci, Rumore bianco, Ferrari, Megalopolis
- Ryan Gosling in Drive, Love & Secrets, Solo Dio perdona, Come un tuono, Gangster Squad, La grande scommessa, Blade Runner 2049, The Gray Man, Barbie, The Fall Guy
- Matthew Goode in La ragazza del dipinto, The Imitation Game, Self/less, Allied - Un'ombra nascosta, L'altra metà della storia, Il club del libro e della torta di bucce di patata di Guernsey, The King's Man - Le origini, Freud - L'ultima analisi
- Henry Cavill in L'uomo d'acciaio, Operazione U.N.C.L.E., Batman v Superman: Dawn of Justice, Justice League, Mission: Impossible - Fallout, Enola Holmes, Zack Snyder's Justice League, Black Adam, Enola Holmes 2, Il ministero della guerra sporca, Deadpool & Wolverine
- Armie Hammer in J. Edgar, Biancaneve, The Lone Ranger, Mine, Final Portrait - L'arte di essere amici, Una giusta causa, Attacco a Mumbai - Una vera storia di coraggio, Confini e dipendenze, Assassinio sul Nilo
- Theo James in Divergent, The Divergent Series: Insurgent, Franny, The Divergent Series: Allegiant, Il segreto, Giochi di potere, Mr. Malcolm's List - La lista del signor Malcolm, The Monkey
- Alexander Skarsgård in Melancholia, Disconnect, The Legend of Tarzan, Hold the Dark, On Becoming a God, Godzilla vs. Kong, The Northman
- James Franco in The Company, The Green Hornet, Veronica Mars - Il film, Ritorno alla vita
- John Cho in Star Trek, Total Recall - Atto di forza, Into Darkness - Star Trek, Star Trek Beyond
- Chadwick Boseman in 42 - La vera storia di una leggenda americana, Get on Up - La storia di James Brown, Gods of Egypt
- Chris Hemsworth in Quella casa nel bosco, Come ti rovino le vacanze, Ghostbusters
- Max Irons in Cappuccetto rosso sangue, The Host, Mistero a Crooked House
- Michael Peña un My Son, My Son, What Have Ye Done, End of Watch - Tolleranza zero, Dora e la città perduta
- Antony Starr in Cobweb, G20
- Aaron Taylor-Johnson in Albert Nobbs, Tenet, Bullet Train, 28 anni dopo
- Joel Kinnaman in RoboCop, Run All Night - Una notte per sopravvivere
- Jason Clarke in Lawless, Il grande Gatsby
- Dominic Cooper in Dracula Untold, Mamma Mia! Ci risiamo
- Arturo Castro in Fottute![1], Lilli e il vagabondo
- Tom Mison in Il pescatore di sogni, One Day
- Omar Metwally in Quella sera dorata, Non-Stop
- Oliver Jackson-Cohen in Faster, The Raven, Emily
- Wagner Moura in Trash, Wasp Network, Civil War
- Ryan Phillippe in Crash - Contatto fisico, Flags of Our Fathers
- Kumail Nanjiani in The Big Sick - Il matrimonio si può evitare... l'amore no, Eternals
- Alan Ritchson in Fantasmi di guerra, Fast X
- Khalid Abdalla in United 93, Il cacciatore di aquiloni
- James Marsden e Hayes MacArthur in The Wedding Party
- O. T. Fagbenle in Black Widow
- Tom Hiddleston in Kong: Skull Island
- Domhnall Gleeson in Brooklyn
- Ken Leung in Saw - L'enigmista
- Seth Rogen in Zack & Miri - Amore a... primo sesso
- Garrett Hedlund in Troy
- Jesse Plemons in The Master
- Will Yun Lee in Elektra
- Marwan Kenzari in Assassinio sull'Orient Express
- Eddie Redmayne in Marilyn
- Nate Parker in La frode
- Brian Geraghty in Flight
- Ben Barnes in Dorian Gray
- Taylor Kinney in Zero Dark Thirty
- Dimitri Storoge in Belle & Sebastien
- August Diehl in Il giovane Karl Marx
- Vincent Zhao in True Legend
- Henry Garrett in Outside the Wire
- Troy Garity in My One and Only
- Lou Carbonneau in Stanno tutti bene - Everybody's Fine
- Logan Marshall-Green in Upgrade
- Amr Waked in Wonder Woman 1984
- Tony Jaa in Monster Hunter
- Tom Bennett in Ti presento Patrick
- Álvaro Vizcaíno in Solo
- Jay Ryan in It - Capitolo due
- Alexandre Jollien in Beautiful Minds
- Pio Marmaï in Come sono diventato un supereroe
- Lee Jung-jae in Liberaci dal male
- Nikita Yefremov in Tetris
- Tyler Hoechlin in Teen Wolf - Il film
- Olli Haaskivi in Oppenheimer
- Julian Rhind-Tutt in Napoleon
- Aml Ameen in Rustin
- Ryohei Suzuki in City Hunter
- Mahdi Barwiz in Honeymoonish
- Paul Greene in Emma e il giaguaro nero

### Film d'animazione
- Kal-El / Clark Kent / Superman in The LEGO Movie,The LEGO Movie 2 - Una nuova avventura, Shazam vs Black Adam; Superman e Bane in LEGO Batman - Il film
- Takeshi J. Hamamoto in Godzilla - Il pianeta dei mostri, Godzilla - La proliferante città mobile della battaglia decisiva, Godzilla - Colui che divora i pianeti (ed. home video)
- Brandon in Winx Club - Il segreto del regno perduto, Winx Club 3D - Magica avventura
- Toshio in Pioggia di ricordi
- Glen Maverick in Surf's Up - I re delle onde
- Lalo in Ratatouille
- Billy in Animals United
- Odie/Odious in Garfield - Il supergatto
- il figlio di Beaver in Fantastic Mr. Fox[2]
- Jimbo in Sammy 2 - La grande fuga
- Gandhalì in L'era glaciale 4 - Continenti alla deriva
- Capitan Harlock in Capitan Harlock
- Taddeo Jones ne Le avventure di Taddeo l'esploratore
- Fighetto in Turbo
- Willy Wonka in Tom & Jerry: Willy Wonka e la fabbrica di cioccolato[3]
- Vincent van Gogh in Loving Vincent
- Imhotep in Monster Family
- Bob Thompson in Vampiretto
- Weedon Scott in Zanna Bianca
- Masaaki Azumi ne I figli del mare
- Plimpton, lo struzzo in Dolittle[4]
- Tatara in The Boy and the Beast
- Koji Kabuto in Mazinga Z Infinity
- Raja Mahendran in Kochadaiyaan
- Pino in Scarpette rosse e i sette nani
- Geralt di Rivia in The Witcher: Le sirene degli abissi
- John H. Watson ne L'impero dei cadaveri
- Grey in Bianca & Grey
- Rocky Bulboa in Galline in fuga - L'alba dei nugget
- Mariano Guzmán in Encanto
- Long in Il drago dei desideri
- Einar in Predator: Killer dei Killer

### Serie televisive
- Matthew Goode in The Good Wife, Radici, I misteri di Pemberley, A Discovery of Witches - Il manoscritto delle streghe
- Tyler Hoechlin in Teen Wolf, Superman & Lois
- Morgan Spector in La nebbia, Homeland - Caccia alla spia, Il complotto contro l'America, The Gilded Age
- John Cho in FlashForward, Cowboy Bebop, Afterparty
- Oliver Jackson-Cohen in Dracula, Surface
- Mark-Paul Gosselaar in The Passage, Mixed-ish
- Murray Bartlett in Looking, The White Lotus
- Lee Jung-jae in Squid Game, The Acolyte - La seguace
- Antony Starr in The Boys, Gen V
- Theo James in Golden Boy, The Gentlemen
- Henry Cavill in The Witcher
- Eddie Cibrian in CSI: Miami
- John Boyd in FBI
- Jonny Lee Miller in Elementary
- Ben McKenzie in Gotham
- Rob Brown in Blindspot
- Tom Hopper in The Umbrella Academy
- Justin Baldoni in Jane the Virgin
- Ahmed Magdy in Miss Farah
- Ben Barnes in Westworld - Dove tutto è concesso
- Hugh Dancy in Hannibal
- Rick Cosnett in The Flash
- Lawrence Gilliard Jr. in The Walking Dead
- Will Forte in The Last Man on Earth, Bodkin
- Ryan Eggold in 90210
- Adan Canto in The Following
- Jakob Cedergren in Omicidi a Sandhamn
- Dean Geyer in Terra Nova
- Clive Standen in Camelot
- Jo Han-chul in La creatura di Gyeongseong
- Yon González in Le ragazze del centralino
- Rupert Evans in Streghe
- Jay Ali in Daredevil
- Manu Ríos in Élite
- Andrew Scott in Fleabag, Ripley
- James Mackay in Dynasty
- Alfonso Herrera in Ozark
- Harry Taurasi in Il conte di Montecristo
- Omid Abtahi in Better Call Saul
- Hadi Khanjanpour in Das Signal - Segreti dallo spazio
- Max Brown ne Le indagini di Sister Boniface
- Wagner Moura in Mr. & Mrs. Smith
- Tom Brittney in Grantchester
- Ahn Jae-hong in Mask Girl
- Paul Rudd in Only Murders in the Building

### Soap opera e telenovelas
- Julien Guéris in Seconde chance
- Daniel Hendler in Para vestir santos - A proposito di single

### Serie animate
- Po in Kung Fu Panda - Mitiche avventure, Kung Fu Panda: Le zampe del destino, Kung Fu Panda: Il cavaliere dragone
- Korvo in Solar Opposites (2ª voce, st. 4+)
- Skully in Jake e i pirati dell'Isola che non c'è
- Carlos in La principessa Lillifee
- Wander in Wander
- Zoroark in Leggende Pokémon - La serie (stagione 2 - Il Disco Indaco e stagione 3 - Ossidiana Infuocata)
- Jacques in A tutto reality presenta: Missione Cosmo Ridicola
- Pete in Crash Canyon
- Ottavo Fratello in Star Wars Rebels
- Johnny Knoxville in South Park (ep. 4x15)
- Archimede Pitagorico in DuckTales
- Quatermain in 44 gatti
- Austin Van Der Sleet in M.O.D.O.K.
- Pretoriano in Super ladri
- Wolf Tobin in The Great North
- Shuken in Ken il guerriero: Le origini del mito
- Baku Yamagishi in Getter Robot Arc
- Batman in Batman: Caped Crusader
- Robotman in Teen Titans Go!
- Otto Octavius in Il vostro amichevole Spider-Man di quartiere

### Videogiochi
- Alcuni cani in Up[5] (2009)
- Jeff Gorvette in Cars 2[6] (2011)
- Compar Volpone in Disneyland Adventures[7] (2011)
- Actarus in UFO Robot Goldrake: Il banchetto dei lupi[8] (2023)
- Patriota in Mortal Kombat 1[9] (2024)